# Antje Rávic Strubel
Antje Rávic Strubel (Potsdam, 12 aprile 1974) è una scrittrice tedesca, vincitrice del Premio Roswitha nel 2003 per il romanzo Fremd Gehen. Ein Nachtstück e del Deutscher Buchpreis nel 2021 per il romanzo Blaue Frau.

## Opere principali
- Offene Blende (2001)
- Sotto la neve (Unter Schnee, 2001), Firenze, Barbés, 2009 traduzione di Elisabetta Terigi e Franziska Peltenburg-Brechneff ISBN 978-88-6294-055-9.
- Fremd Gehen (2002)
- Tupolew 134 (2004), Firenze, Nikita, 2011 traduzione di Carolina D'Alessandro ISBN 978-88-95812-23-6.
- Kältere Schichten der Luft (2007)
- Vom Dorf (2007)
- Gebrauchsanweisung für Schweden (2008)
- Gebrauchsanweisung für Potsdam und Brandenburg (2012)
- Sturz der Tage in die Nacht (2012)
- In den Wäldern des menschlichen Herzens (2016)
- Gebrauchsanweisung fürs Skifahren (2016)